# 雉子車

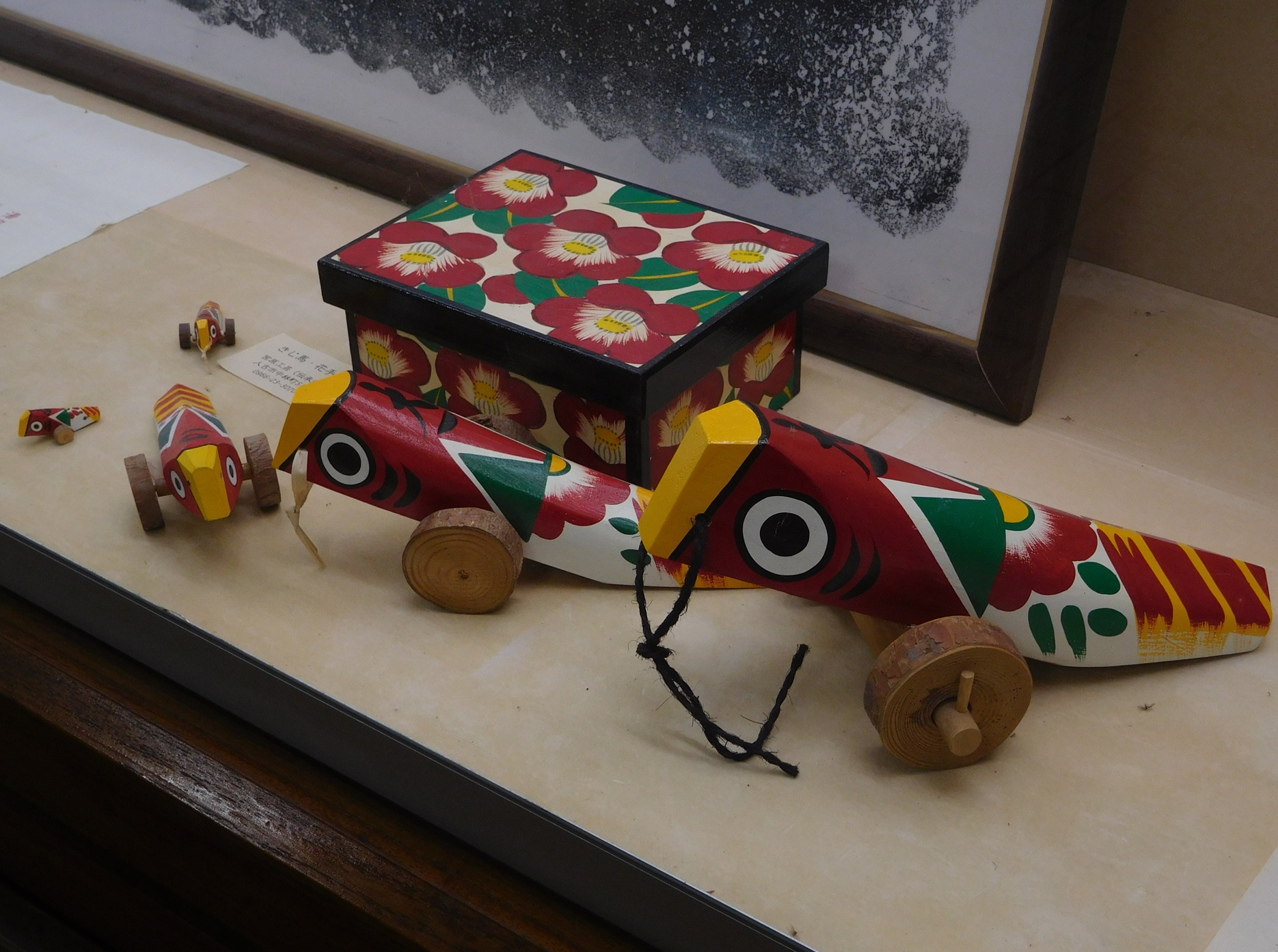
人吉のきじ馬

雉子車（きじぐるま）とは、木製玩具の一種。「きじ馬」とも言う。素朴な作風が特色。きじ馬の「きじ」は「雉」と「木地」のダブルミーニングを持っていると言われる。
九州地方独特の玩具であり、野鳥のキジを模して木材を削って造り、車輪と紐を付属させ、屋外で牽引して遊ぶ。産地は福岡県、熊本県、大分県に集中するが、佐賀県や鹿児島県でも僅かに製作される。発祥の地は阿蘇を中心とする山岳地帯とされる。東北地方を中心に見られるこけしと比較されることがあり、こけしは屋内で遊ぶ静的な玩具であるのと対照に、雉子車は屋外で遊ぶ事を主眼とする動的な玩具であるという要素に、北国と南国の対比が反映されているという。
雉子車が九州地方にのみ見られる理由として、雉子が神話などで縁起の良い鳥として信仰されていた説や、日本国外の文化からの輸入、平家の残党などの山奥での隠遁生活と信仰から生まれた説などが挙げられる。
最初は山間の集落でのみ作られていたが、やがて里に伝播するようになった。それに伴い、彩色が施されたものが登場し、それまで人が乗れるほど大型の品が殆どであったものが軽量化、小型化するようになった。雉子車の種類は、福岡県山門郡瀬高町を中心に製作される清水系、熊本県人吉市などで生産される人吉系、大分県玖珠郡などで生産される北山田系の3つの系統に分類される。

## 材料
ネムノキ、カシワ、スギ、マツ、ヒノキ、ヤマギリ、タラノキ、クルミの木などが材料とされる。

## 系統

### 清水系
瀬高町にある清水観音の参詣土産として生産される。雑木を輪切りにした四ツ車を、赤色、青色で塗った木製の雉子に付ける。清水寺の住職、隆安法印が天保年間に創作したという。背中に子供の雉子や三つ俵を背負った種類もあり、明治時代から登場した。
清水山には、行基や伝教大師が山中で迷った折、雉子に道案内をされて霊木を見つけたという伝説があり、雉子は霊的な鳥の象徴として、早くから雉子を模した玩具が造られていた。

### 人吉系
松の木を輪切りにした車輪が2つ付属している。頭部に「大」の文字が記されているのが特徴。大きさに多様性があり、かつては子供が乗って遊べるほどの大きさのものが造られていた。創案したのは平家の落ち武者だと言われている。車体には赤い椿の花が描かれていることが多い。これは人吉一帯によく咲く花であり、また平家の赤旗を由来とするものとも言われる。全国規模で販売され、熊本県の代表的な郷土玩具の一つとなっている。

### 北山田系
大分県玖珠郡で生産される。19世紀半ばに誕生した。北山田という名は町村合併以前の旧名に由来する。尾の部分が平らになっており、車輪は2つ。種類によってシュロの毛をたてがみとして挿しているものがある。外見は雉子というよりも馬に似ている。構造は単純だが、イギリスの陶工バーナード・リーチが称賛するなど、荒削りだが洗練された造形美を持つ。